# Vizcondado de Jarafe
El vizcondado de Jarafe es un título nobiliario español creado por la reina Isabel II por decreto de 27 de noviembre de 1862 y carta de 19 de enero de 1864 a favor de Fermín de Collado y Echagüe, II marqués de la Laguna.
Su nombre se refiere al castillo y al cortijo del Jarafe en el municipio andaluz de Baeza, en la provincia de Jaén.

## Vizcondes del Jarafe
|                        | Titular                                    | Periodo                | Casa                   |
| Creación por Isabel II | Creación por Isabel II                     | Creación por Isabel II | Creación por Isabel II |
| ---------------------- | ------------------------------------------ | ---------------------- | ---------------------- |
| I                      | Fermín de Collado y Echagüe                | 1862-1912              | Casa de Collado        |
| II                     | Berenguela de Collado y del Alcázar        | 1912-1930              | Casa de Collado        |
| III                    | María Milagro Hurtado de Amezaga y Collado | 1930-¿?                | Casa de Collado        |
| IV                     | Fausto de Saavedra y del Collado           | 1952-1980              | Casa de Collado        |
| V                      | Luis Esteban Fitz-James Stuart y Gómez     | 1983-2016              | Casa de Alba           |
| VI                     | María Fitz-James Stuart y Calleja          | 2016-actualidad        | Casa de Alba           |

## Historia de los vizcondes del Jarafe
- Fermín de Collado y Echagüe (Madrid, 10 de junio de 1844-18 de mayo de 1912), I vizconde del Jarafe y II marqués de la Laguna. Hijo de José Manuel Collado Parada, I marqués de la Laguna, y de su esposa Leocadia Echagüe Aracues.[1]

Casó con María de la Concepción del Alcázar y Nero (1843-1920), XI marquesa de Tenorio. Le sucedió su hija.
- Berenguela de Collado y del Alcázar (1872-1930), II vizcondesa del Jarafe y III marquesa de la Laguna.

Contrajo matrimonio el 18 de mayo de 1895 con José Hurtado de Amézaga y Zavala (m. 10 de mayo de 1955), VII marqués del Riscal, XIV marqués de Quintana del Marco y VII conde de Villaseñor. Le sucedió su hija.
- María Milagro Hurtado de Amezaga y Collado (1889-30 de octubre de 1975), III vizcondesa de Jarafe, VI duquesa de la Roca, IV marquesa de la Laguna, marquesa de Sófroga.[2]

Casó con Juan Pérez de Guzmán y Sanjuan, V conde de la Marquina. Sin descendencia, le sucedió su primo.
- Fausto de Saavedra y del Collado (1902-1980), IV vizconde de Jarafe, V marqués de la Laguna, III marqués de Viana, III conde de Urbasa, conde de Castroponce, VII duque de la Roca, XI marqués de Coquilla. Sin descendientes. Le sucedió el nieto de su hermana Carmen de Saavedra y Collado, casada con Hernando Fitz-James Stuart, por tanto su sobrino nieto:[2]

- Luis Esteban Fitz-James Stuart y Gómez (n. 1950), V vizconde de Jarafe,[3] VI marqués de la Laguna, XIV marqués de Valderrábano.

Casado en primeras nupcias con Gertrudis Berlanga y Pérez de Andujar (1953) en segundas con María Calleja y Cervantes (1951) y en terceras nupcias con María Teresa Campilongo Metral Daviet (1954). Le sucede por distribución de títulos, su hija de su segundo matrimonio:
- María Fitz-James Stuart y Calleja (n. 1974),  V vizcondesa de Jarafe.[3]